# بالوان تبه
بالوان تبه هي بلدة في مقاطعة خطيرجي في ولاية نواوي في أوزبكستان.